# Josée Laval
Pour les articles homonymes, voir Laval.
Josée Laval, née Josette Pierrette Laval le 2 avril 1911 dans le 10e arrondissement de Paris et morte le 9 janvier 1992 à Neuilly-sur-Seine, est une figure du régime de Vichy. Elle est la fille de Pierre Laval et l'épouse de René de Chambrun.

## Biographie

### Origines

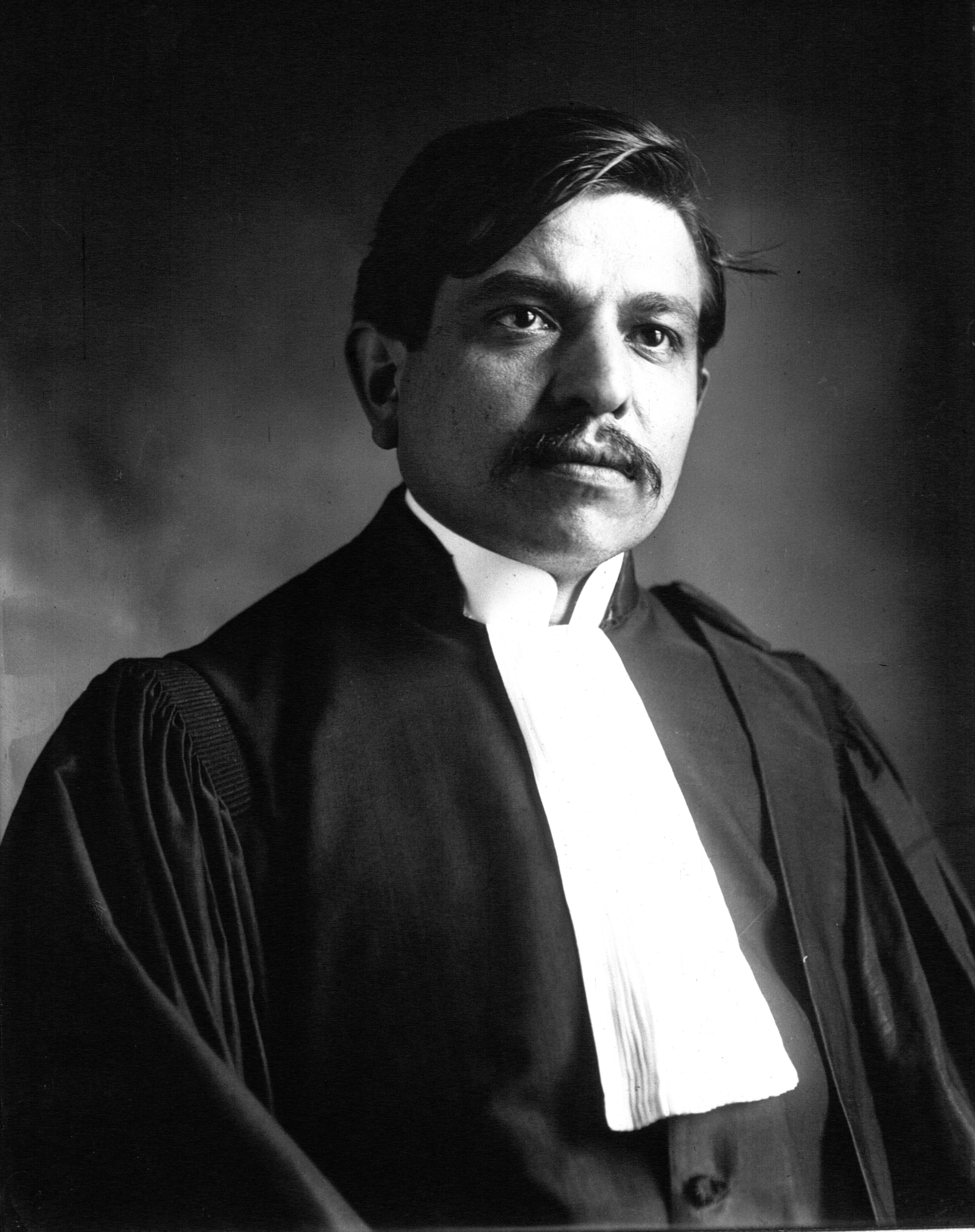
Pierre Laval en 1913, peu après la naissance de Josée Laval.

Josée Laval est la fille unique de Pierre Laval (1883-1945) et Jeanne Claussat (1888-1959), fille du maire radical-socialiste de Châteldon et sœur du député Joseph Claussat (1874-1925).
Elle naît 64 rue du Faubourg-Saint-Martin, dans un quartier populaire.

### Ascension politique de son père
Durant son enfance, elle développe une grande admiration envers son père, avocat, député puis ministre, membre de la SFIO jusqu'en 1922, avant de s'éloigner de la gauche.
La famille déménage villa Saïd, dans le 16e arrondissement de Paris, Pierre Laval installant ses bureaux non loin, 120 avenue des Champs-Élysées.
En 1931, son père est nommé président du Conseil. Elle l'accompagne lors de son voyage officiel aux États-Unis, suscitant l'intérêt de la presse américaine.
Elle quitte ses études de droit et suit des cours à l'École du Louvre, menant en parallèle une vie mondaine.
En 1934, alors que Pierre Laval redevient ministre des Affaires étrangères, elle réemménage avec lui au Quai d'Orsay. La même année, elle l'accompagne lors de sa visite en Italie où il négocie avec Benito Mussolini puis à Moscou, où il discute d'un traité d'alliance avec Staline.

### Mariage et Seconde Guerre mondiale
Le 19 août 1935, Josée Laval épouse le comte René de Chambrun en la basilique Sainte-Clotilde de Paris. Parmi les témoins se trouvent le général Pershing et Alice Roosevelt Longworth. Le magazine Vu publie un numéro spécial : « Un grand mariage de la IIIe République ». Le couple pose sur un balcon du Quai d'Orsay. Leur voyage de noces se déroule au Canada et aux États-Unis.
Ayant emménagé place du Palais-Bourbon en 1937, dans un magnifique appartement donné par Pierre Laval qu'elle décore luxueusement, ils se lient d'amitié avec de nombreuses personnalités. Parmi elles, Louise de Vilmorin, Marie-Laure de Noailles, Florence Gould, André Fraigneau, Coco Chanel, Arletty, Stanislas et Armand de La Rochefoucauld ou Henri Sauguet.
Durant la Seconde Guerre mondiale et l'occupation allemande, Josée Laval profite de la position de son père au cœur du régime de Vichy pour mener une existence mondaine et dépensière, entre réceptions chez elle ou dans les ambassades, champs de courses et grands couturiers. Elle partage alors sa vie entre Paris et le château familial de Châteldon, situé à proximité de Vichy.
Amie de Paul Morand, elle se fait surnommer « Chérie-chérie » par ce dernier. Elle entretient également un salon fréquenté par de nombreuses figures de la collaboration telles que Xavier Vallat, René Bousquet, Fernand de Brinon et Otto Abetz,.
À la Libération, elle se cache dans les environs de Paris avec son mari. Par la suite, elle tente vainement d'innocenter son père, dont elle souhaite la libération rapide ; elle ne peut cependant empêcher son exécution le 15 octobre 1945 à la prison de Fresnes.

### Après la Libération
Après la libération, Josée de Chambrun, aidée par son mari, milite pour la réhabilitation de son père, dont l'exécution constitue pour elle un assassinat. Elle réunit chaque année, le 13 décembre, les anciens collaborateurs de son père, et conserve un lien étroit avec les acteurs français et allemands de la collaboration : la femme d'Otto Abetz (elle envoie des colis à son mari emprisonné), René Bousquet, Jean Jardin, Paul Morand, etc. Elle reprend progressivement sa vie mondaine.
Dans les années 1950, les héritiers d'Adolphe Schloss découvrent chez les Chambrun un des 333 tableaux de maître des écoles du Nord ayant fait partie de la collection paternelle, cachée par eux en 1939 au château de Chambon (19) puis confisquée le 10 avril 1943 par quatre membres de la Gestapo française de la rue Lauriston accompagnés du lieutenant de police allemand Hess. En dépit d'une intervention du gouvernement de Vichy en vue d'une vente, cette collection fut finalement livrée aux Allemands le 10 août 1943 par décision d'Abel Bonnard. Le 11 juin 1974 à l'hôtel des ventes de Versailles, un tableau signé Braque, Le Guéridon au paquet de tabac (1930), mis en vente par Josée de Chambrun, est saisi en sa présence par Paul Rosenberg, venu exprès de New York, dont de nombreux tableaux avaient été pareillement confisqués à Floirac en septembre 1940. Si l'origine de propriété de ces deux œuvres de valeur par les Chambrun n'est pas connue, elle n'est peut-être pas sans rapport avec les relations entre Pierre Laval et Otto Abetz, qui organisa dès juillet 1940 des spoliations des collectionneurs juifs ou des administrations françaises.
En 1955, Josée Laval entreprend avec son époux la rénovation du château de La Grange-Bléneau, dernière résidence du marquis de La Fayette, qui lui avait été donné par son père. Au cours des travaux, les nombreuses archives mises au jour entraînent la création de la Fondation Josée-et-René-de-Chambrun, reconnue d'utilité publique le 19 octobre 1959. Outre la conservation du château de La Grange-Bléneau et du château de Châteldon, la fondation, dont le siège social est au 6 bis place du palais Bourbon, sous l'appartement des époux Chambrun, milite jusqu'à la mort de René de Chambrun pour la réhabilitation de Pierre Laval, en éditant des livres à sa gloire ou des recueils de ses discours. Après la mort de René de Chambrun, la fondation, qui se présente désormais comme « Fondation Chambrun Lafayette », ne fait plus mention de la mémoire de Pierre Laval, et se consacre exclusivement à la conservation et la valorisation du patrimoine et des archives de Lafayette. En 2017, la fondation prête des œuvres et des souvenirs de La Fayette à l'exposition La Fayette La traversée d'une vie au musée Hèbre de Rochefort-sur-Mer (Charente-Maritime).

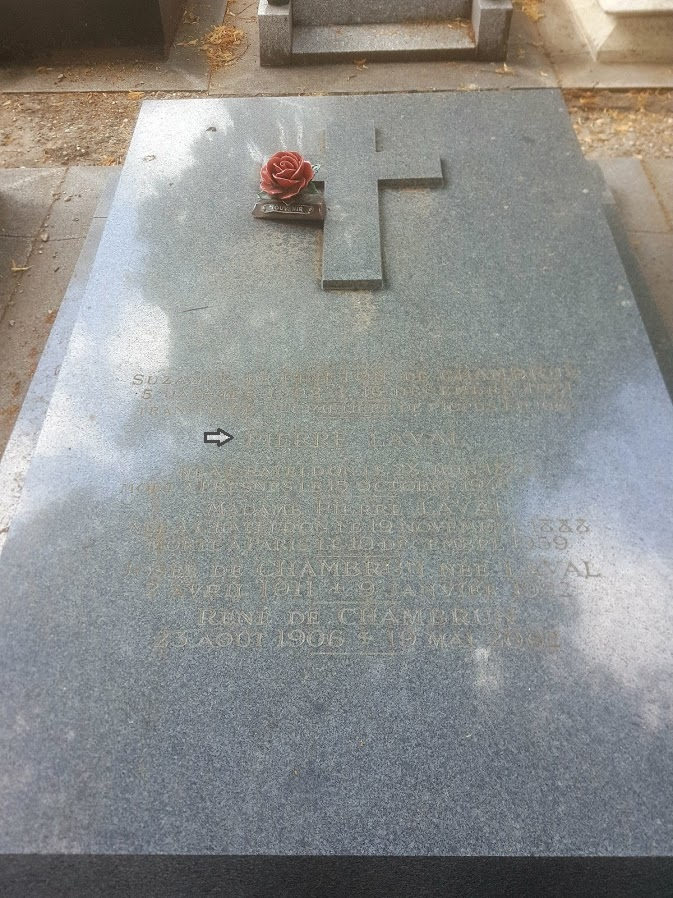
Tombe de Josée et Pierre Laval au cimetière du Montparnasse (division 15).

Josée Laval, comtesse de Chambrun, meurt en janvier 1992 à Neuilly-sur-Seine, à l'âge de 80 ans. Elle est inhumée au cimetière du Montparnasse à Paris dans le tombeau familial De Chambrun dans lequel elle avait fait transporter la dépouille de son père Pierre Laval après son exécution. Sa mère et son époux René de Chambrun y sont également inhumés.

## Postérité
La vie de Josée Laval a été décrite par l'universitaire Yves Pourcher dans une étude d'ethno-histoire et deux romans. Un documentaire de télévision inspiré de ses travaux et de la biographie de Fred Kupferman intitulé Les Carnets de Josée Laval a été diffusé à la télévision française sur France 3 en 2016 ; il décrit notamment sa vie sous l'Occupation. La critique du journal Le Monde écrit à ce propos : « À chaque lecture [d'un extrait de ses Carnets], un immense sentiment de honte nous envahit tant le déni des horreurs nazies agite ce passé qui ne passe pas. »
Alexandre Jardin (né en 1965), qui la connut lorsqu'il était enfant, l'évoque également dans Des gens très bien (2011), où apparaît aussi Paul Morand.